# Terra Indígena Arara
A Terra Indígena Arara é uma terra indígena localizada no estado brasileiro do Pará. Regularizada e tradicionalmente ocupada, tem uma área de 274 010 hectares e uma população de 256 pessoas, do povo Araras do Pará.